# Великая (Ненецкий автономный округ)
Великая — упразднённый выселок Пешского сельсовета Заполярного района в Ненецком национальном округе Российской Федерации. Ныне урочище Великая, находящее на межселенных территориях Заполярного муниципального района Ненецкого автономного округа.

## География
Располагался на правом берегу реки Великой, впадающей в Чёшскую губу Баренцева моря, в четырёх километрах от устья.

## История
Выселок был основан в начале 1950-х годов как промысловый участок для ловли рыбы и промысла морского зверя пешского колхоза «Путь к коммунизму», ныне сельскохозяйственный производственный кооператив, рыболовецкий колхоз «Заполярье».
Точная дата упразднения неизвестна.
На карте 1985 года выселок отмечен как нежилой.

## Население
В 1958 году в выселке Великая проживало 16 человек, в 1966 году насчитывалось 3 домохозяйства, 17 жителей. В последующие годы в списках населенных мест Пешского сельсовета выселок Великая не значится.